# كأس العالم للدراجات الجبلية 2008
كأس العالم للدراجات الجبلية 2008 (بالإنجليزية: 2008 UCI Mountain Bike World Cup)‏ هو الموسم 18 من  كأس العالم للدراجات الجبلية ‏. أقيم خلال الفترة 20 أبريل 2008 وحتى 14 سبتمبر 2008، وفاز فيه جوليان أبسالون، وماري هيلين بريمون، وهيكتور بايز، وPia Sundstedt ‏، وجريج مينار، وراشيل أثرتون، ورافاييل ألفاريث دي لارا، وAnneke Beerten ‏.